# 米爾福德黑文侯爵夫人娜傑達·蒙巴頓
娜傑達·蒙巴頓（Nadejda Mountbatten, Marchioness of Milford Haven，1896年3月28日—1963年1月22日），出生名娜傑達·米哈伊洛芙娜·德·托爾比（Nadejda Mikhailovna de Torby），是第二代米爾福德黑文侯爵喬治·蒙巴頓的妻子。她的父母分別是俄羅斯的米哈伊爾·米哈伊洛維奇大公以及梅倫貝格的索菲。由於父母為貴庶通婚，她並非羅曼諾夫王朝正式成員。

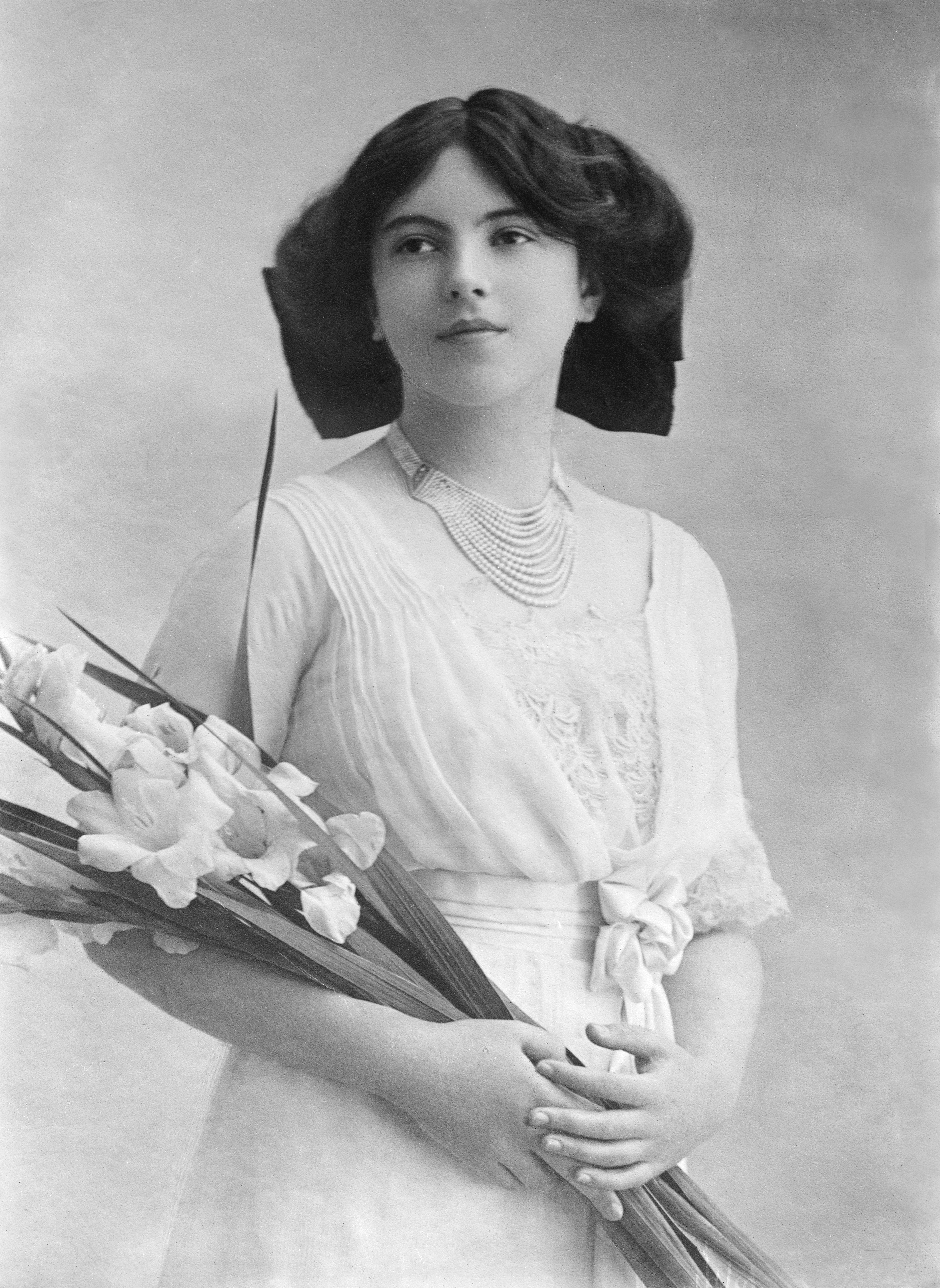
娜傑達·蒙巴頓

她的丈夫出身自德國巴滕貝格家族，跟隨其父巴滕貝格的路易親王於英國皇家海軍服役。一次大戰期間父子兩人在國王喬治五世指示下將姓氏改為蒙巴頓，1917年路易親王受封米爾福德黑文侯爵頭銜。喬治·蒙巴頓在1921年繼承父親爵位為第二代侯爵。夫婦有兩個孩子，塔緹亞娜·蒙巴頓（Tatiana Mountbatten）與大衛·蒙巴頓。